# Pandora (Goethe)
Pandora, ein dramatisches Festspiel von Johann Wolfgang von Goethe, blieb Fragment. Auf Bitten von Goethes Freunden Leo von Seckendorff und Joseph Ludwig Stoll (Schriftsteller, 1777–1815) zwischen November 1807 und Juni 1808 geschrieben, erschien das Stück in den ersten beiden Heften des Journals Prometheus 1807/1808. Pandora lag dann 1810 im Druck vor. Goethe hat die Fortsetzung des klassizistischen Stücks zugunsten der Wahlverwandtschaften ganz aufgegeben.

## Mythologie
Hephaistos, der Handwerker auf dem Olymp, formte die verführerische Frau Pandora (griechisch: die mit allen Gaben) auf Befehl des wütenden Zeus aus Ton. Epimetheus, der Sohn des Titanen Iapetos, musste die bildschöne Frau heiraten – zur Strafe, weil sein Bruder Prometheus dem Zeus das Feuer gestohlen und den Menschen gebracht hatte. In Pandoras Kästchen befand sich neben allen möglichen Schlechtigkeiten übrigens auch die Hoffnung.

## Handlung
Pandora tritt in dem Fragment nicht auf.
Was hab ich zu verlieren, da Pandora floh! (824)
beklagt Epimetheus das Entschwinden seiner Gattin Pandora. Als sie auf Nimmerwiedersehen ging, warf sie noch mit der Hand ein deutlich Lebewohl ihm zu. Epimetheus stand versteinert, denn Pandora nahm auch die gemeinsame Tochter Elpore mit. Ihm bleibt aber noch die zweite gemeinsame Tochter Epimeleia. Es ist späte Nacht, die Zeit vor der Morgenröte, als Epimetheus sein Los weiter beklagt.
So flohst du, kräftge Zeit der Jugend mir dahin, … (17)
Im Schlaf gelingt es Epimetheus am besten, den alten Zeiten nachzutrauern. So fürchtet er des Hahnes Krähen wie des Morgensterns voreilig Blinken.
Besser blieb' es immer Nacht!
wünscht sich der Träumer Epimetheus. Da wird seine Kontemplation durch den Frühaufsteher Phileros gestört. Dieser junge Mann, tatendurstig wie sein Vater Prometheus, ruft aus:
Zu freieren Lüften hinaus, nur hinaus! (37)
Phileros nennt sich einen Liebenden, spricht von der Liebsten, von beblümeten Himmeln. Der Onkel Epimetheus möchte wissen, wohin der morgendliche Jüngling eilt und drängt
So nenne mir den Namen deines holden Glücks. (66)
Phileros weiß ihn nicht und enteilt zur Liebsten. Epimetheus entsinnt sich wehmütig seiner Jugend, als ihm das Herz hüpfte, als Pandora nieder vom Olympos kam. Epimetheus' Bruder Prometheus, mit einer Fackel in der Hand, schreckt den Träumer mit einem munteren Spruch auf: aller Fleiß ist morgendlich. Prometheus' untergebene Schmiede tuten in das Horn ihres Herrn.
Schürst du das Feuer nicht,
Bist du nichts wert. (201)
Prometheus und seine Schmiede gehen das Erzgebirg mit Hebeln an, schmelzen Erz und bilden es zum Werkzeug um. Prometheus, nicht zimperlich, fordert: Drum, Schmiede! Nur Waffen schafft! Er nähert sich dem schlafenden Bruder Epimetheus und ruft ihm zu:
Nachtwandler, Sorgenvoller, Schwerbedenklicher! (315)
Epimetheus lässt sich nicht stören, sondern träumt weiter von Pandorens Wiederkehr, spricht im Traum mit seiner abwesenden geliebten Tochter Elpore.

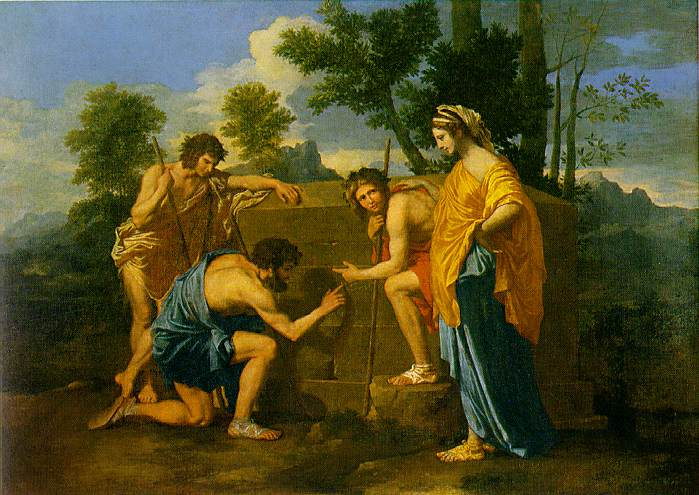
Nicolas Poussin (1594–1665): Die Hirten von Arkadien

Phileros' Liebste, stellt sich heraus, ist seine Cousine Epimeleia. Er jagt die Entsetzte über die Bühne und verwundet das Mädchen im Nacken. Dabei hatte doch Epimeleia extra die Gartenpforte für ihn angelehnt. Aber ein Hirte stieß die Tür auf, trat in den Garten, ergriff Epimeleia, und in dem Augenblick „überraschte“ Phileros das vermeintliche Paar.
Prometheus ist entsetzt und befiehlt dem Sohn:
Hinaus mit dir ins Weite fort!
Bereuen magst du oder dich bestrafen selbst. (448)
Der unglückliche Phileros stürzet sich vom Felsen in die nachtumhüllten Meeresfluten. Epimeleia klagt:
Ach, warum, ihr Götter, ist unendlich
Alles, alles, endlich unser Glück nur! (500)
Seiner Liebe zu Pandora kann Epimetheus, der Schwerbedenkliche, nicht genug gedenken:
Und diesen Gürtel hab ich liebend aufgelöst! (628)
Mit diesen Armen liebevoll umfing sie mich! (631)
… nur liebekosend kannt ich sie. (635)
Wer von der Schönen zu scheiden verdammt ist,
Fliehe mit abgewendetem Blick! (759)
Der Tag bricht an und Eos, die Morgenröte, tritt auf. Epimeleia, die Unglückliche, treiben Lieb und Reu zur Flamm hin. Doch die Götter erretten Epimeleia aus den Flammen und Phileros aus den Meeresfluten.

## Zitate
Wer glücklich war, der wiederholt sein Glück im Schmerz. (733)
Wir ziehn, wir ziehn
Und sagens nicht;
Wohin? wohin?
Wir fragens nicht;
Und Schwert und Spieß,
Wir tragens fern,
Und jens und dies,
Wir wagens gern. (Krieger 908)
Des echten Mannes wahre Feier ist die Tat. (1045)

## Kunst
- Goethe schreibt zum Bühnenbild: Der Schauplatz wird im großen Stil nach Poussinischer Weise gedacht.
- Phidias, so berichtet Pausanias, stellte die Geburt der Pandora auf dem Sockel der Athene Parthenos dar.
- Pellegrino Tibaldi (italienischer Maler und Bildhauer (1527–1596)), Peter Paul Rubens und Dante Gabriel Rossetti stellten Pandora dar.

## Rezeption
Die Sinnbildlichkeit des Stücks forderte die Interpreten heraus. Wilpert hat auf einige Textauslegungen hingewiesen.

## Selbstzeugnisse
„Haben Sie Dank, daß Sie meine scheidende Pandora so gut aufgenommen. Ich wünsche der Wiederkehrenden zu seiner Zeit dasselbe Glück. Daß Sie einzelne Stellen ausgezeichnet hat mir viel Vergnügen gemacht. Das Ganze kann nur auf den Leser gleichsam geheimnißvoll wirken. Er fühlt diese Wirkung im Ganzen, ohne sie deutlich aussprechen zu können, aber sein Behagen und Missbehagen, seine Theilnahme oder Abneigung entspringt daher. Das Einzelne hingegen was er sich auswählen mag, gehört eigentlich sein und ist dasjenige was ihm persönlich convenirt [zusagt].“

„Daß meine Pandora in Ihnen den Wunsch erregt hat [sich] wieder einmal mit mir zu unterhalten freut mich sehr … Jenes Werkchen ist freylich etwas lakonisch zusammengearbeitet;“

„Ich fragte ihn, ob man diese Dichtung [Pandora] wohl als ein Ganzes ansehen könne, oder ob noch etwas weiteres davon existire. Er sagte, es sei weiter nichts vorhanden, er habe es nicht weiter gemacht, und zwar deswegen nicht, weil der Zuschnitt des ersten Theils so groß geworden, daß er später einen zweiten nicht habe durchführen können. Auch wäre das Geschriebene recht gut als ein Ganzes zu betrachten, weshalb er sich auch dabei beruhigt habe. Ich sagte ihm, daß ich bei dieser schweren Dichtung erst nach und nach zum Verständniß durchgedrungen, nachdem ich sie so oft gelesen, daß ich sie nun fast auswendig wisse. Darüber lächelte Goethe. ‚Das glaube ich wohl‘, sagte er, ‚es ist alles als wie ineinander gekeilt.‘“

### Sekundärliteratur
Geordnet nach dem Erscheinungsjahr
- Richard Friedenthal: Goethe – sein Leben und seine Zeit. S. 561. R. Piper Verlag München 1963
- Gottfried Diener: Pandora. Zu Goethes Metaphorik: Entstehung, Epoche, Interpretation des Festspiels. Gehlen, Bad Homburg v. d. H. / Berlin / Zürich, 1968.
- Eberhard Anger (Redakteur): Der Kunst-Brockhaus: Aktualisierte Taschenbuchausgabe in zehn Bänden. Bd.7, S. 276. Mannheim 1987, ISBN 3-411-02937-4
- Sabine Schneider, Juliane Vogel (Hrsg.): Epiphanie der Form. Goethes »Pandora« im Licht seiner Form- und Kulturkonzepte. Wallstein, Göttingen 2018, ISBN 978-3-8353-1441-2.
- Gerhard Schulz: Die deutsche Literatur zwischen Französischer Revolution und Restauration. Teil 2. Das Zeitalter der Napoleonischen Kriege und der Restauration: 1806–1830. S. 662–663. München 1989, ISBN 3-406-09399-X
- Gero von Wilpert: Goethe-Lexikon (= Kröners Taschenausgabe. Band 407). Kröner, Stuttgart 1998, ISBN 3-520-40701-9, S. 803–804.
- Karl Otto Conrady: Goethe – Leben und Werk. S. 814–815. Düsseldorf und Zürich 1999, ISBN 3-538-06638-8
- Robert von Ranke-Graves: Griechische Mythologie. S. 128, 708 (Tafel 13). Reinbek 1999, ISBN 3-499-55404-6

### Quelle
- Johann Wolfgang von Goethe: Poetische Werke, Band 6. S. 431–452. Phaidon Verlag Essen 1999, ISBN 3-89350-448-6